# Poleanska Huta, Pereciîn
Poleanska Huta (în ucraineană Полянська Гута) este un sat în comuna Turea Poleana din raionul Pereciîn, regiunea Transcarpatia, Ucraina.

## Demografie
Componența lingvistică a localității Poleanska Huta
     Ucraineană (99,78%)
     Alte limbi (0,22%)
Conform recensământului din 2001, majoritatea populației localității Poleanska Huta era vorbitoare de ucraineană (99,78%), existând în minoritate și vorbitori de alte limbi.